# Девоатин D.560
Девоатин D.560 (фр. Dewoitine D.560) је ловачки авион направљен у Француској. Авион је први пут полетео 1932. године. 

Највећа брзина авиона при хоризонталном лету је износила 375 km/h.
Распон крила авиона је био 12,47 метара, а дужина трупа 8,48 метара. Празан авион је имао масу од 1270 килограма. Нормална полетна маса износила је око 1698 килограма. Био је наоружан са 2 митраљеза калибра 7,7 милиметара.

## Наоружање
| Наоружање авиона: Девоатин     |     |
| Ватрено (стрељачко) наоружање  |     |
| Топ                            |     |
| Митраљез                       |     |
| Број и ознака митраљеза        | 2   |
| Калибар                        | 7,7 |
| Бомбардерско наоружање (бомбе) |     |
| Ракетно наоружање (ракете)     |     |